# العلاقات الجزائرية النمساوية
العلاقات الجزائرية النمساوية هي العلاقات الثنائية التي تجمع بين الجزائر والنمسا.

## مقارنة بين البلدين
هذه مقارنة عامة ومرجعية للدولتين:
| وجه المقارنة                                              | الجزائر                      | النمسا                                                    |
| --------------------------------------------------------- | ---------------------------- | --------------------------------------------------------- |
| المساحة (كم2)                                             | 2.38 مليون                   | 83.86 ألف                                                 |
| عدد السكان (نسمة)                                         | 38.81 مليون                  | 8.81 مليون                                                |
| الكثافة السكانية (ن./كم²)                                 | 16.31                        | 105.06                                                    |
| العاصمة                                                   | الجزائر                      | فيينا                                                     |
| اللغة الرسمية                                             | اللغة العربية، لغات أمازيغية | اللغة الألمانية، لغة الإشارة النمساوية ‏                   |
| العملة                                                    | دينار جزائري                 | يورو، شلن نمساوي، رايخ مارك، شلن نمساوي                   |
| الناتج المحلي الإجمالي (بليون دولار)                      | 170.37 مليار                 | 416.60 مليار                                              |
| الناتج المحلي الإجمالي (تعادل القوة الشرائية) بليون دولار | 582.63 مليار                 | 426.99 مليار                                              |
| الناتج المحلي الإجمالي الاسمي للفرد دولار أمريكي          | 4.21 ألف                     | 43.77 ألف                                                 |
| الناتج المحلي الإجمالي للفرد دولار أمريكي                 | 14.19 ألف                    | 47.68 ألف                                                 |
| مؤشر التنمية البشرية                                      | 0.745                        | 0.885                                                     |
| رمز المكالمات الدولي                                      | +213                         | +43                                                       |
| رمز الإنترنت                                              | .dz                          | .at                                                       |
| المنطقة الزمنية                                           | ت ع م+01:00                  | توقيت وسط أوروبا، ت ع م+01:00، ت ع م+02:00، أوروبا/فيينا ‏ |

## منظمات دولية مشتركة
يشترك البلدان في عضوية مجموعة من المنظمات الدولية، منها:
| علم المنظمة | اسم المنظمة                               | تاريخ انضمام الجزائر | تاريخ انضمام النمسا |
| ----------- | ----------------------------------------- | -------------------- | ------------------- |
|             | مؤسسة التنمية الدولية                     | 26 سبتمبر 1963       | 28 يونيو 1961       |
|             | يونسكو                                    | 15 أكتوبر 1962       | 13 أغسطس 1948       |
|             | وكالة ضمان الاستثمار متعدد الأطراف        | 4 يونيو 1996         | 16 ديسمبر 1997      |
|             | الأمم المتحدة                             | 8 أكتوبر 1962        | 14 ديسمبر 1955      |
|             | الفريق المعني برصد الأرض                  | 2005                 | ?                   |
|             | الاتحاد البريدي العالمي                   | ?                    | ?                   |
|             | البنك الدولي للإنشاء والتعمير             | 26 سبتمبر 1963       | 27 أغسطس 1948       |
|             | الاتحاد الدولي للاتصالات                  | 3 مايو 1963          | 1866                |
|             | منظمة حظر الأسلحة الكيميائية              | ?                    | ?                   |
|             | مؤسسة التمويل الدولية                     | 23 سبتمبر 1990       | 28 سبتمبر 1956      |
|             | المركز الدولي لتسوية المنازعات الاستشارية | 22 مارس 1996         | 24 يونيو 1971       |
|             | منظمة التجارة العالمية                    | ?                    | ?                   |
|             | منظمة الشرطة الجنائية الدولية             | ?                    | ?                   |
|             | البنك الإفريقي للتنمية                    | ?                    | ?                   |

## وصلات خارجية
- موقع وزارة الخارجية الجزائرية
- موقع وزارة الخارجية النمساوية